# Donaldson Line
Die britische Reederei Donaldson Line bestand von 1855 bis 1967.

## Geschichte

### Gründungsjahre
Das Unternehmen wurde 1855 durch die Donaldson Brothers gegründet. Diese nahm aber erst ab 1858 einen Liniendienst mit einer hölzernen Bark vom Fluss Clyde über Brasilien zu den La Plata-Häfen auf. In den Jahren 1870 bis 1880 besaßen die Dampfschiffe der Reederei einen roten Schornstein mit weißem Ring und schwarzer Spitze, ab 1880 bis zum Ende im Jahr 1967 war der Schornstein schwarz mit einem weißen Ring. Ebenfalls um 1880 erweiterte Donaldson den Fahrplan um einen Dienst von Glasgow nach Quebec und Montreal. Eine weitere Linie von Bristol nach Montreal wurde 1894 begonnen, aber aufgrund mangelndem Frachtaufkommen bald wieder eingestellt.

### Als Limited
Im Jahr 1913 wandelte man das Unternehmen zur Kapitalgesellschaft Donaldson Line Limited um und 1916 übernahm die Anchor Line die Mehrheitsanteile an vier Passagierdampfern der Donaldson Line. Die vier Schiffe wurden unter die Obhut der separat agierenden Anchor-Donaldson Limited gestellt. Die Südamerikadienste der Reedereien Donaldson Line und Glasgow Steamship Company wurden 1919 in der Donaldson South American Line zusammengefasst. 1924 nahm die Donaldson Line einen Dienst von Glasgow und Liverpool zur amerikanischen Pazifikküste auf und 1934 übernahm Donaldson gemeinsam mit der Bristol City Line den Liniendienst vom Bristolkanal nach Kanada von der Leyland Line. Als die Anchor Line 1935 aufgelöst wurde, wurde auch die Anchor-Donaldson Line veräußert. Den Großteil erwarb die Donaldson Line, welche ihren Namen daraufhin in Donaldson Atlantic Line änderte. 1938 änderte der Vorstand der Donaldson Bros. Ltd., die Donaldson-Anteile verwalteten, ihren Namen in Donaldson Bros. & Black Ltd.

### Nachkriegszeit
Nach dem Ende des Zweiten Weltkriegs nahm die Reederei zunächst wieder ihre Frachtdienste zur nordamerikanischen Pazifikküste und nach Kanada auf. 1948 erweiterte man den Fahrplan um kleinere Passagierdienste nach Kanada. Die Nordpazifikschiffe dieser Route wurden 1954 an die Blue Star Line abgegeben. Drei Jahre darauf begann man einen Liniendienst zu den Großen Seen.
Vor dem Hintergrund der kapitalintensiven kommenden Containerisierung verkaufte man die gesamte Donaldson-Flotte und löste das Unternehmen 1967 auf.

## Schiffe
Das erste Schiff der Donaldson Line, das nicht mehr nur für den Transport von Fracht, sondern auch für den Passagierdienst konzipiert war, war die 1906 in Dienst gestellte Cassandra (7396 BRT), die Platz für 1200 Reisende hatte.
Die größten Schiffe in der Geschichte der Donaldson Line waren die 1923 bzw. 1925 in Dienst gestellten Schwesterschiffe Athenia (II) mit 13.465 BRT und Letitia (II) mit 13.475 BRT, die für den Anchor-Donaldson-Liniendienst von Großbritannien nach Kanada in Dienst gestellt wurden. Die Athenia wurde 1939 von einem deutschen U-Boot versenkt. Die Letitia musste ebenfalls 1939 zum Kriegseinsatz an die britische Admiralität abgetreten werden, war aber nach Kriegsende wieder für die Reederei aktiv.